# Jüngstes Gericht (Mortuarium Eichstätt)

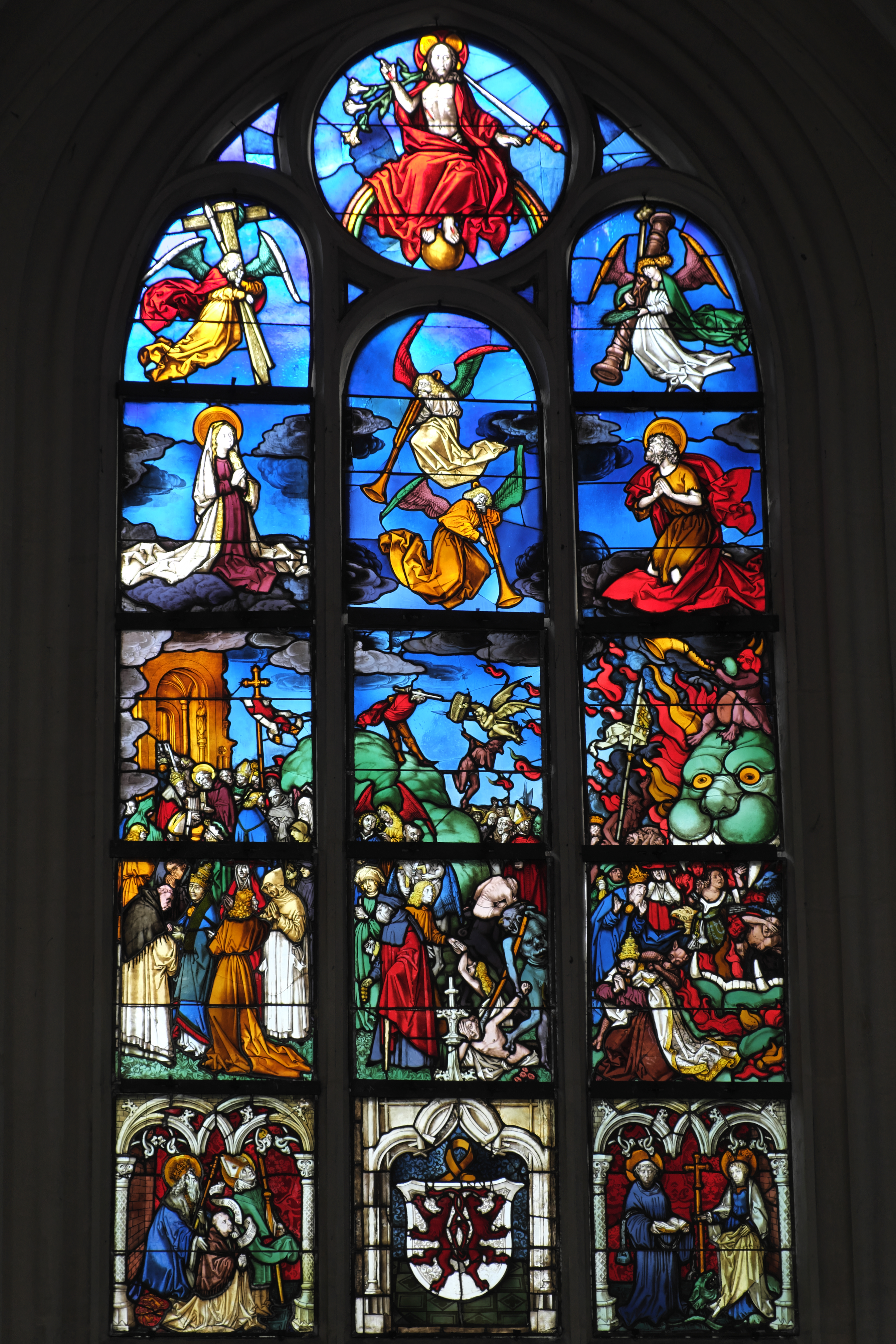
Fenster Jüngstes Gericht im Mortuarium des Eichstätter Doms

Das Glasgemälde Jüngstes Gericht im Mortuarium des Doms in Eichstätt, einer Stadt in Oberbayern, wurde 1502 nach einer Vorlage von Hans Holbein dem Älteren in Augsburg geschaffen. Der Maler und Glasmaler Gumpolt Giltlinger der Ältere (* 1455 wohl in Augsburg; † 1522 in Augsburg) war vermutlich der ausführende Künstler.

## Beschreibung
Das spitzbogige Bleiglasfenster, 3,80 Meter hoch und 1,95 Meter breit, mit drei Bahnen, vier Zeilen, Kopfscheiben und großem Maßwerkokulus hat zwölf Rechteckfelder, drei hohe rundbogige Kopfscheiben, einen Maßwerkkreis und vier Zwickel.
Die seit 1968 wieder in ihren ursprünglichen Zustand zurückversetzte fensterfüllende Darstellung des Jüngsten Gerichts zeigt in der unteren Zone die Auferstehung der Toten und die Trennung der Auserwählten von den Verdammten. Die Auferstehung aus den Gräbern wird nur durch drei nackte, mit Leichentuch oder Schurz verhüllte Figuren angedeutet, von denen ein jüngerer und ein älterer Mann bereits von Teufeln ergriffen und fortgetragen, das junge Mädchen dagegen von einem Engel in Empfang genommen wird. Alle übrigen Figuren, die geistliche und weltliche Obrigkeit, Bürgersleute, Mönche und Bettler, sind standesgemäß gekleidet und offenbaren, wie unterschiedslos die verschiedenen Stände auf beiden Seiten zu finden sind. Besonders Kaiser und Könige, Päpste, Kardinäle und Bischöfe scheinen streng paritätisch auf Paradies und Hölle verteilt. Links sieht man unter der Fahne des Christentums den friedlichen Zug der Seligen durch die Paradiespforte, wo Petrus einen Kaiser begrüßt. Auf der rechten Seite werden die mit Verzweiflung geschlagenen Sünder von Teufeln ergriffen und unter dem Banner des Bösen (einer Kröte) in den fürchterlich aufgerissenen Höllenrachen getrieben. Im Hintergrund tobt noch der Kampf um die Seelen der Auferstandenen, die in langer Schlange herangetreten sind, während das Gewicht ihrer guten und bösen Taten im Kampf des Erzengels Michael mit den Mächten des Satans zum Ausdruck kommt.
Links unten ist das Stifterbild eines Domherrn mit den Heiligen Richard und Brictius zu sehen. Die Inschrift auf dem Spruchband lautet: „d(omi)ne ih(es)u d(e)p(re)cor/te/vt a(ri)te di(mi)ttas qu(am) iu/dicesz.“ Die Szene vor einem damaszierten Grund unter einem spätgotischen Maßwerkbogen zeigt einen knienden Adoranten, ein nicht identifizierter Domherr in weitärmeligem Superpelliceum und Pelzalmutie wird allein durch das Wappen des Domkapitels im linken unteren Eck als Stiftsgeistlicher charakterisiert. Der Eichstätter Bistumspatron Richard ist als angelsächsischer König mit Krone und Szepter dargestellt. Der zweite Fürsprecher, der heilige Brictius, wird mit glühenden Kohlen, die er der Legende nach in seinem gerafften Gewand zum Grab des heiligen Martin trug, um die leichtfertige Verleumdung der Vaterschaft an einem unehelichen Kind vor den Augen der Stadt durch ein Gottesurteil zu widerlegen. Das großflächige Muster des roten Hintergrunddamasts ist auch im Fenster der Schutzmantelmadonna zu sehen. 
Unten in der Mitte ist das Wappen der Familie Rechberg zu sehen, das ehemals zusammen mit der Inschrifttafel des Domkustos Wilhelm von Rechberg zur Sockelzone der Schutzmantelmadonna im Fenster II gehörte. Wilhelm von Rechberg († 3. Oktober 1503) ist im Jahr 1464 erstmals als Domherr in Eichstätt nachgewiesen, im gleichen Jahr war er auch Kanoniker des Klosters Ellwangen und von 1485 bis 1491 auch Domherr in Augsburg.
Unten rechts sind der heilige Leonhard und die heilige Margareta dargestellt. Aus dem Halbton ist die Signatur „HOLBAIN“ ausgekratzt. Die Szene, ebenfalls vor einem damaszierten Grund unter einem spätgotischen Maßwerkbogen, zeigt links den heiligen Leonhard mit einem Buch in den Händen in einer weiten ungegürteten Kukulle mit seinem Attribut, einer zerbrochenen Kette, die auf zahlreiche Wunder der Gefangenenbefreiung verweist. Daneben steht die heilige Margareta als christliche Jungfrau mit Märtyrerkrone und ihren Attributen Stabkreuz und Drache.

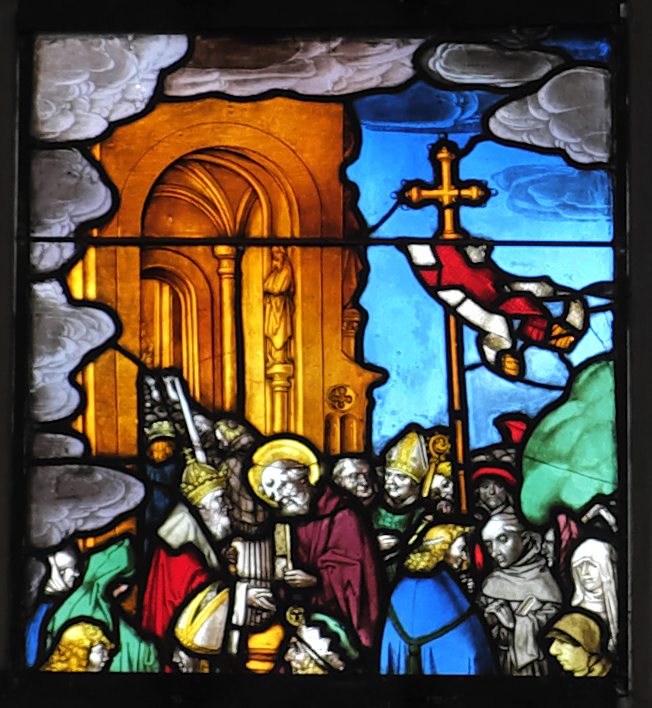
Petrus begrüßt einen Kaiser an der Paradiespforte
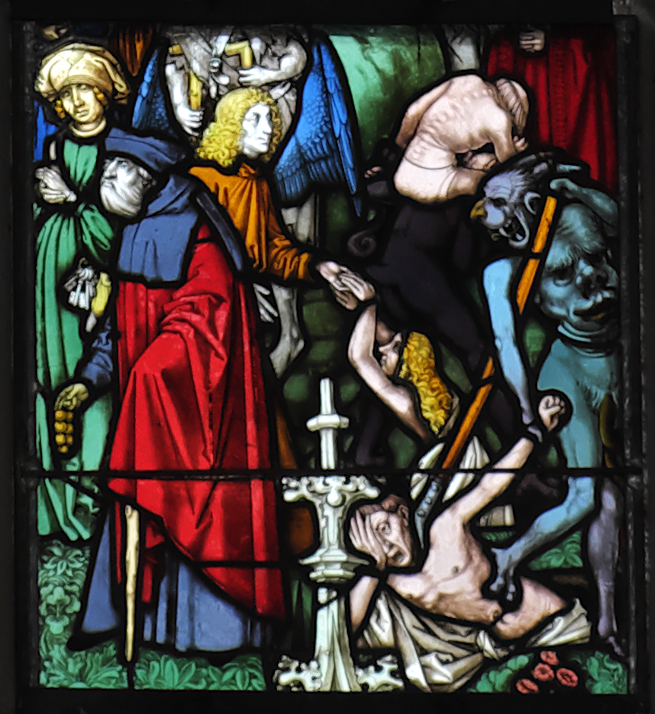
Der Teufel ergreift einen Sünder
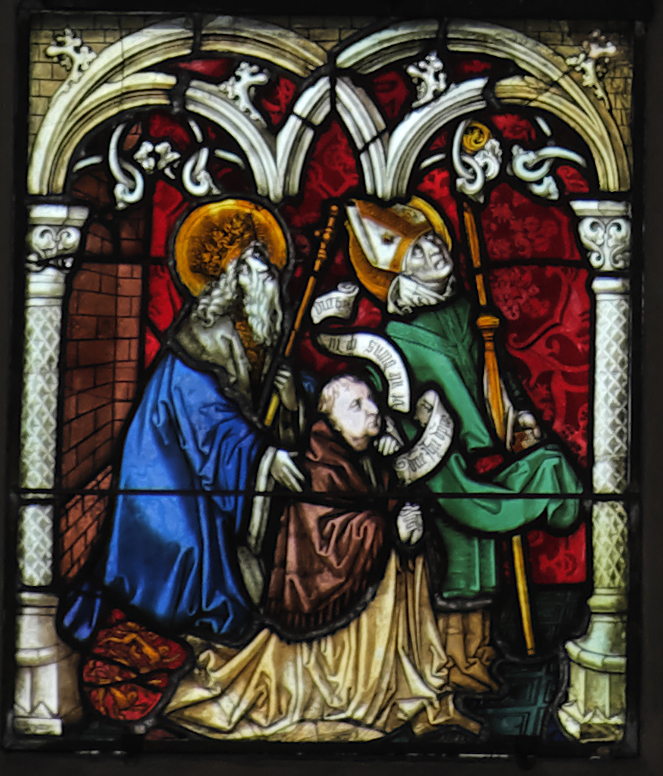
Stifterbild mit dem heiligen Richard und dem heiligen Brictius
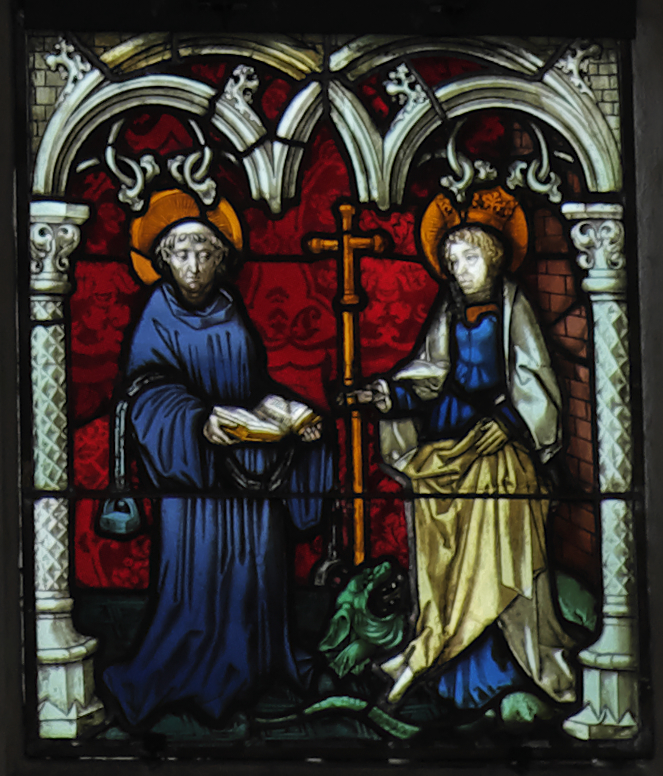
Heiliger Leonhard und heilige Margareta
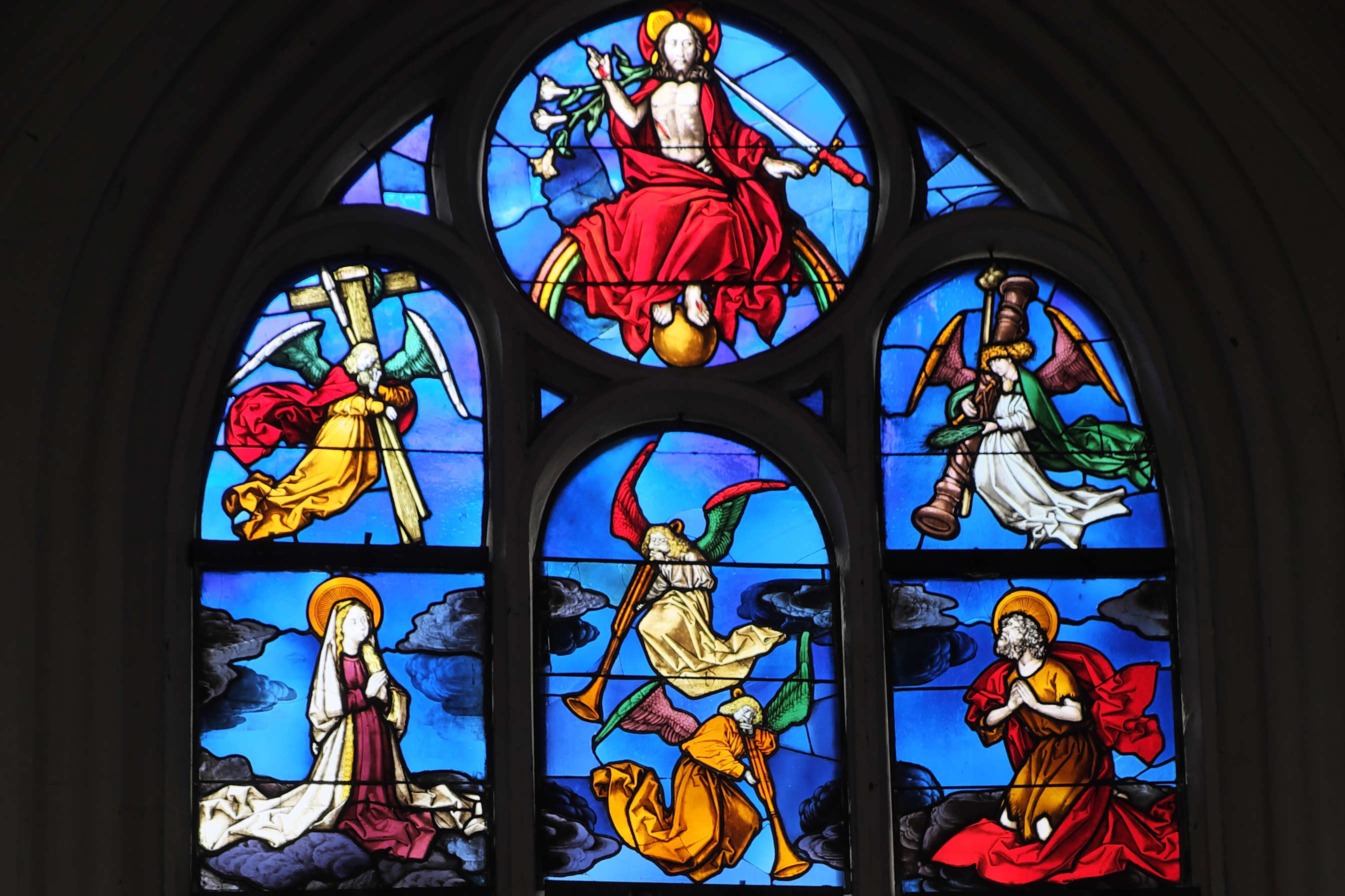
Maßwerk